# パトリック・マッカラン
パトリック・アンソニー・マッカラン（英:Patrick Anthony McCarran、1876年8月8日-1954年9月28日）は、アメリカ合衆国ネバダ州出身の民主党政治家であり、1933年から1954年までネバダ州選出のアメリカ合衆国上院議員を務めた。強烈な反共産主義の姿勢で注目された。

## 初期の経歴
マッカランはネバダ州リノでアイルランド系移民の子供として生まれた。ネバダ大学リノ校に入学したが、父が怪我をして家の羊牧場の面倒を見るために退学しなければならなかった。独学で法律を学び1903年には州下院議員となり、1905年に法曹資格を得た後はナイ郡の地方検事となった（1907年-1909年）。
マッカランはネバダ州首席判事（1917年-1918年）、ネバダ州臨時入国許可理事会会長（1913年-1918年）およびネバダ州法廷検査理事会会長（1919年-1932年）も務めた。民主党員として1916年と1926年にネバダ州選出のアメリカ合衆国上院議員選挙に出馬したが落選した。1932年に3回目の出馬を行い民主党の候補指名を得た後に、共和党現職のタスカー・オディーを破って、ネバダ州では初めてのネバダ州生まれの上院議員となった。1930年代、マッカランはニューディール政策に全面的に反対した数少ない民主党議員の1人として知られるようになった。

## 上院議員
マッカランは、1938年の民間航空法、1945年の連邦空港法および1946年の行政手続法など、国の安全保障に関わる法案を提出した。また早期からアメリカ空軍を分離する提唱者であり、1933年には既にそのための法案を議会に提出していた。
マッカランはスペインのフランシスコ・フランコ将軍を称賛しており、スペインに対する対外援助を増やそうとしたことで、コラムニストのドリュー・ピアソンから「マドリード選出の上院議員」ど渾名された。マッカランは他の外国指導者として中国の蔣介石総統が好みであり、1949年に蔣介石が中国本土を失った時、国務省の中のソビエト・スパイのせいだと非難した。1952年、マッカランはワシントンD.C.駐在の中国国民党大使が主宰した晩餐会にジョセフ・マッカーシーおよびウィリアム・ノーランド各上院議員と共に出席し、「本土へ戻ろう！」という乾杯で食事を始めた。
第二次世界大戦後、マッカランは上院でも最も強烈な反共産主義の者として頭角を現した。上院司法委員会の委員長として、上院国内治安小委員会を創設してその初代委員長になり、フランクリン・ルーズベルトやハリー・S・トルーマン各大統領の統治状況を調査した。1951年、上院国内治安小委員会の調査により、太平洋問題調査会の記録を手に入れた。マッカランは1951年2月に中国学者オーウェン・ラティモアの12日間の辛辣な証言の間に尋問する時にこれらの記録を活用した。マッカランはその後、ラティモアをその証言の間の偽証の罪で告訴すべきと大変強烈に追求した。ラティモアの弁護士エイブ・フォータスは、マッカランがラティモアは1930年代の記憶を適切に想い出せないだろうと期待してその時代に起こった少数の人にしか知られていない曖昧な事項に付いてわざと質問し、それによって太平洋問題調査会とラティモアの証言の間の矛盾の故に偽証告発の根拠を得ようとしたとして非難した。
1950年9月、マッカランはマッカラン国内治安法の主提案者となった。この法はアメリカ共産党とその傘下団体のアメリカ合衆国司法長官への届出を要求し、可能性がある共産主義者活動と共産主義前線組織を調査するための破壊工作統制局を設立して、登録を要求できるようにした。多くの公聴、遅れおよび抗告のために、アメリカ共産党自体に関してもこの法は執行されることがなく、法の主要な規定は1965年と1967年に違憲であると裁定された。
1952年6月、マッカランはフランシス・ウォルターと共同でマッカラン・ウォルター法の成立を推進した。この法はアメリカ合衆国への出身国による入国割り当てをより厳格に規制するものだった。またマッカラン国内治安法によって定義された「危険な」外国人の入国、排除、および国外退去に関する現行法を強固にするものだった。この法に反応してマッカランは次の有名な声明を出した。
この法の移民規定は後に1965年移民法で置き換えられたが、政府がイデオロギーを理由としてビザ発行を拒否する権限はその後25年間も残ったままだった。
漫画家ウォルト・ケリーは当時の続き漫画「ポゴ」に新しい登場人物「モール・マッカロニー」を登場させた。モールの「細菌」に関して盲目に近いこととその心配はマッカランとその移民規制政策に対する攻撃と見られた。
パット・マッカランは1954年にネバダ州ホーソーンに死去するまで上院議員のままだった。1960年、ネバダ州はワシントンD.C.アメリカ合衆国議会議事堂の国立彫像ホール・コレクションに州から寄贈する2体の彫像の1つとしてマッカランの青銅像を寄贈した

## 大衆文化の中で
ネバダ州ラスベガスのマッカラン国際空港（のちにハリー・リード国際空港に改称）は、このマッカラン上院議員に因んで名付けられた。
マッカラン・ブールバードはネバダ州リノの主要環状道路である。
1974年の映画『ゴッドファーザー Part II』に登場するネバダ州のパット・ギアリー上院議員はマッカランがモデルになったと言われている。

### マッカランの著作
- McCarran, Pat (1950). Three years of the Federal Administrative Procedure Act: A study in Legislation. Georgetown Law Journal Association
- McCarran, Pat. Build the West to Build the Nation; Address Before Guests And Members of the Board of Trustees of Builders of the West, Inc.
- McCarran, Pat. Displaced Persons: Facts Versus Fiction. U.S. Government Printing Office

| アメリカ合衆国上院                | アメリカ合衆国上院                                   | アメリカ合衆国上院            |
| --------------------------------- | ---------------------------------------------------- | ----------------------------- |
| 先代 タスカー・オディー           | ネバダ州選出のアメリカ合衆国上院議員 1933年 - 1954年 | 次代 アーネスト・S・ブラウン  |
| 公職                              |                                                      |                               |
| 先代 ウィリアム・H・キング        | 上院コロンビア特別区委員会委員長 1941年 - 1945年     | 次代 セオドア・G・ビルボ      |
| 先代 フレデリック・ヴァン・ナイズ | 上院司法委員会委員長 1945年 - 1947年                 | 次代 アレクサンダー・ウィリー |
| 先代 アレクサンダー・ウィリー     | 上院司法委員会委員長 1949年 - 1953年                 | 次代 ウィリアム・ランガー     |